# Phrynobatrachus krefftii
Espèce
Statut de conservation UICN

 EN B1ab(iii) : En danger
Phrynobatrachus krefftii est une espèce d'amphibiens de la famille des Phrynobatrachidae.

## Répartition
Cette espèce est endémique de Tanzanie. Elle se rencontre entre 770 et au moins 1 500 m d'altitude dans les monts Usambara et les monts Magrotto,.

## Étymologie
Cette espèce est nommée en l'honneur de Paul Krefft (1872-1945).

## Publication originale
- Boulenger, 1909 : Descriptions of three new frogs discovered by Dr. P. Krefft in Usambara, German East Africa. Annals and Magazine of Natural History, sér. 8, vol. 4, p. 496-497 (texte intégral).